# Nebria trifaria
Nebria trifaria är en skalbaggsart som beskrevs av Leconte 1878. Nebria trifaria ingår i släktet Nebria och familjen jordlöpare. Inga underarter finns listade i Catalogue of Life.